# Minayo Watanabe
Minayo Watanabe (渡辺美奈代 Watanabe Minayo) (n. 28 de septiembre de 1969, Nishiharu, Prefectura de Aichi, Japón) es una actriz, cantante y ex idol japonesa. Era la miembro número 29 del grupo idol Onyanko Club. Al haber contraído nupcias, adoptó el nombre de Minayo Yajima (矢島美奈代 Yajima Minayo), sin embargo, sigue trabajando con su nombre de soltera.

## Biografía
Watanabe realizó sus estudios artísticos en la academia Japan Artist Office, localizada en la Prefectura de Aichi, Japón. Más tarde fue descubierta por Sony Music Entertainment Japan, uniéndose así al grupo idol Onyanko Club en noviembre de 1985, tras aprobar en el programa de TV The idol wo Sagase!.
Mientras estuvo en activo con el grupo fue apodada Double W Watanabe, debido a que comparte el mismo apellido que su compañera Marina Watanabe. Debutó como solista, en julio de 1987 con el sencillo: Hitomi Ni Yakusoku, que obtuvo el puesto número 5 en la lista de oricon.
Con la disolución de Onyanko Club comenzó una carrera como actriz. En los años posteriores fue partícipe de varios PhotoBooks, donde poso desnuda para algunos de estos.

## Vida personal
En 1996, Minayo contrajo nupcias con un empresario de apellido Yajima, con quien procreó 2 hijos. Un año después realizó la apertura de un salón de belleza. En el año 2002 tuvo un reencuentro junto a sus compañeras en donde lanzaron un single juntas.

## Actualidad
Actualmente lidera una empresa especializada en los muebles, que lleva por nombre KAGUYA HIME 374, misma que está enfocada en la decoración de interiores.

## Trayectoria artística

### Álbumes de estudio
| 29 de noviembre de 1986 | Alfalfa                                  |
| 28 de mayo de 1987      | Hopping                                  |
| 21 de diciembre de 1987 | Frill                                    |
| 9 de agosto de 1988     | My Boy -a summer place-                  |
| 10 de febrero de 1989   | the Heart of Love ~Koishiteru to, Ii ne~ |

### Sencillos
| 16 de julio de 1986     | Hitomi ni Yakusoku        |
| 15 de octubre de 1986   | Yuki no Kaerimichi        |
| 15 de enero de 1987     | TOO ADULT                 |
| 15 de abril de 1987     | PINK no CHAO              |
| 29 de julio de 1987     | Amaryllis                 |
| 18 de noviembre de 1987 | Girls on the Roof         |
| 26 de febrero de 1988   | Ryoute Ippai no Memory    |
| 18 de mayo de 1988      | Chotto Fallin' Love       |
| 3 de agosto de 1988     | Daite Ageru               |
| 9 de noviembre de 1988  | Ii Janai                  |
| 26 de enero de 1989     | Ai ga Nakucha, nee!       |
| 14 de junio de 1989     | Winter Spring Summer Fall |
| 21 de noviembre de 1989 | Romance Kouitten          |
| 22 de agosto de 1990    | Pizzicato Princess        |
| 23 de agosto de 1991    | Hanako no Kekkon          |
| 26 de abril de 1995     | Ofuro de GO!              |
| 24 de abril de 1996     | Iroiro Atta Kedo          |

### Mejores álbumes
| 1 de julio de 1988      | Sweet Little Songs                                                                      |
| 21 de diciembre de 1989 | KISS! KISS! KISS! -MINAYO WATANABE BEST                                                 |
| 21 de octubre de 1991   | WILL ~MINAYO SELECTIONS~                                                                |
| 21 de julio de 1997     | Watanabe Minayo Selection                                                               |
| 20 de noviembre de 2002 | [2002.11.20] GOLDEN☆BEST Watanabe Minayo ~SINGLES~                                      |
| 28 de abril de 2010     | GOLDEN☆BEST Kawai Sonoko Kokusho Sayuri Jounouchi Sanae Watanabe Minayo Watanabe Marina |

### Compilaciones
| 1 de junio de 1986      | Hit! Hit! Hit!                                |
| 21 de noviembre de 1986 | Idol Hit BOX 60                               |
| 26 de febrero de 1987   | SUPER IDOL HITS!                              |
| 22 de julio de 1987     | Super Idol Hit!                               |
| 20 de agosto de 1987    | Single Hit Chart 14                           |
| 26 de agosto de 1987    | Lovely Idol Land                              |
| 21 de noviembre de 1987 | Hit! Hit! Hit!                                |
| 1 de abril de 1988      | Super Idol Hit!                               |
| 22 de junio de 1988     | Natsuyasumi -Idol Summer Song Collection-     |
| 21 de julio de 1988     | SUPER IDOL HITS!                              |
| 26 de agosto de 1988    | Single Hit Chart 14                           |
| 21 de noviembre de 1988 | Christmas no Idol-tachi                       |
| 21 de noviembre de 1988 | Idol Calendar '89                             |
| 21 de diciembre de 1988 | SUPER IDOL HITS!                              |
| 21 de agosto de 1989    | Super Idol Hit!                               |
| 21 de octubre de 1989   | ORE Special Collection 2 ~4nin no Idol-tachi~ |
| 21 de abril de 1990     | Super Idol Best Hit 16                        |
| 3 de noviembre de 1999  | 20 Seiki BEST / Idol History Vol. 3           |
| 22 de noviembre de 2000 | Seishun Uta Nenkan '86 BEST 30                |
| 27 de noviembre de 2002 | Zoku Seishun Uta Nenkan 1987 PLUS             |
| 17 de noviembre de 2004 | Idol Miracle Bible Series Idol Christmas      |
| 13 de diciembre de 2006 | Moonriders no Ii Shigoto! Sony Music Hen      |

### Vídeos
| 20 de diciembre de 1988 | ZENBU MINAYO       |
| 21 de noviembre de 1990 | Pizzicato Princess |

### PhotoBooks
| 25 de noviembre de 1988  | LOOK AT                        |
| 29 de mayo de 1990       | Darling                        |
| 16 de diciembre de 1991  | No Problem                     |
| 28 de septiembre de 1992 | BLOOMING MINAYO SEPTEMBER 28   |
| 6 de enero de 1994       | Trap                           |
| 25 de agosto de 1995     | POSE                           |
| 1 de abril de 1997       | EGOIST                         |
| 16 de abril de 2000      | J!Essay "Itsumade mo Idol!     |
| 19 de noviembre de 2008  | Hitori de Dekiru Gel Nail BOOK |

### Doramas
| 1988        | Fujiko Fujio no Yume Camera                    |
| 1989 - 1993 | Kisetsu wa Zure no Kaigan Mongatari            |
| 1989        | Kyoushi Pinpin Monogatari II                   |
| 1989        | Yabou no Kuni                                  |
| 1990        | Tennis Shoujo Yume Densetsu Ai to Kyouko       |
| 1990        | Ojou                                           |
| 1990        | Haguregumo                                     |
| 1990        | Denkizoku                                      |
| 1991        | Gakkou e Ikou!                                 |
| 1991        | Yo ni Kimyou na Monogatari                     |
| 1991        | Satsurai Keijiryo Jyouhen IV                   |
| 1992        | Satsurai Keijiryo Jyouhen V                    |
| 1992        | Ai no Mukau ni Dareka Iru!                     |
| 1993-1997   | Kinyou Entertainment                           |
| 1993        | Satsurai Keijiryo Jyouhen VI                   |
| 1993        | Chotto Abunai Enchousan                        |
| 1993        | Youjyo Densetsu Siren                          |
| 1995        | Natsu! The Heart Monogatari                    |
| 1995        | Ninshin desu yo 2                              |
| 1998        | Itabashi Madames                               |
| 1999        | Shiori Densetsu                                |
| 2002        | Onna to Ai to Mystery Nande mo Ookura no Jiken |

### Películas
| Cine | Cine           | Cine            | Cine |
| Año  | Película       | Papel           |      |
| ---- | -------------- | --------------- | ---- |
| 1994 | Ladies!!       | Kizuyama Satomi |      |
| 1995 | Tenshi no Wink | Inose Rinko     |      |
| 1995 | Ladies!! 2     | Kizuyama Satomi |      |
| 2009 | Inubaka        | ¿?              |      |